# Кастельно, Франсис (генерал)
Анри-Пьер Кастельно (фр. Henri-Pierre Jean Abdon Castelnau, 30 июля 1814, Прад — 1890, Париж) — французский дивизионный генерал, адъютант Наполеона III.

## Биография
Родился 30 июля 1814 года в городе Прад (департамент Восточные Пиренеи) в семье аристократа.
Император Наполеон III, при котором он состоял адъютантом, послал его в конце 1866 года в Мексику с поручением убедить императора Максимилиана к отказу от престола и немедленному возвращению в Европу. Максимилиан отвечал решительным отказом, но французские войска, тем не менее, оставили Мексику. В битве при Седане Кастельно был постоянно при императоре и принимал участие вместе с генералом де Вимпфеном в переговорах о капитуляции. В марте 1876 года Кастельно был тайно послан в Берлин и получил там назад шпагу Наполеона.
Умер 1 ноября 1890 в Париже.